# 魏勃
魏勃（?—?），西汉初年齊國政治、軍事人物，在誅滅諸呂時，誘殺了齊國相召平，隨著齊哀王劉襄領兵攻擊諸呂。

## 簡介
魏勃的父亲凭着自己善于弹琴的特长曾见过秦始皇。
漢代時，魏勃年轻，想求见齐國相曹参求取官位，但家里很贫穷，沒有銀錢可以打通关节儿，见不着曹参。他就经常在凌晨一个人拿着扫帚前去齐相舍人的大门外打扫。舍人常见门外不扫自净，便躲在暗处观察，才知道是魏勃做的。魏勃说明原因，终于得到舍人的通报，因而得見曹參，相談甚歡，于是魏勃也成为曹参的舍人，后被曹参荐于齐悼惠王刘肥，为齊國内史。齐哀王刘襄即位，魏勃为中尉，受宠用事，权重于相國。
前180年，高后吕雉去世。朱虚侯刘章得知岳父吕禄、吕产要聚兵发动政变，便派人悄悄地把他们的阴谋告诉兄长刘襄，想叫齐王发兵西征，他跟弟弟东牟侯刘兴居等做内应，以便一举诛灭诸吕，然后立刘襄为天子。
齐相召平发兵包圍王府，魏勃說齊王沒有兵符，不應該調兵，假意支持召平。並向召平毛遂自薦，願意親自率兵包围王府。魏勃取得兵權，立刻率兵围逼相府，召平自杀。齐王刘襄以魏勃为将军，发动齐国兵卒西征，並禁錮了琅琊王劉澤，取得琅琊兵權，合兵誅滅諸呂。
事後，大將軍灌婴在滎陽召見魏勃，並責備他，為何「未上報朝廷就自行起兵」，魏勃回答：“失火之家，岂暇先言丈人后救火乎！”然後發抖，在一旁站著。灌婴笑著說，外界傳言魏勃很勇敢，原來只是懦夫，于是赦免魏勃。